# Dušan Havlíček
Dušan Havlíček (10. září 1923 Brno – 19. června 2018 Praha) byl český novinář a teoretik médií.

## Kariéra
Po maturitě na učitelském ústavě v Praze studoval od roku 1942 dirigování na pražské konzervatoři a na AMU. Na počátku roku 1944 byl zatčen gestapem a téhož roku v Norimberku odsouzen za ilegální činnost na šest let káznice. Po návratu z vězení v srpnu 1945 pokračoval ve studiu, které ukončil v červnu 1948. V následujících letech působil v různých uměleckých a koncertních organizacích. Od roku 1959 se převážně věnoval novinářství. Po krátkém působení v kulturní rubrice Rudého práva přešel do Hudebních rozhledů. V roce 1963 se stal redaktorem Kulturní tvorby, kde měl na starosti zejména oblast televize a hudby. V KT se uplatnil i jako autor reportáží, zvláště o Švýcarsku. Na podzim 1967 spolu s dalšími redaktory opustil KT na protest proti jmenování ultrakonzervativního šéfredaktora a nastoupil jako vědecký asistent v Ústavu dějin a teorie hromadných sdělovacích prostředků na Karlově univerzitě.
V červnu 1968 byl jmenován do funkce vedoucího úseku tisku, rozhlasu a televize na ÚV KSČ. Po srpnové invazi se stal terčem útoků prosovětských členů ÚV KSČ, především proto, že ve svobodném československém rozhlase vylíčil průběh osudného zasedání předsednictva ÚV KSČ z 20. srpna 1968. Na přání A. Dubčeka setrval ve své funkci až do března 1969, kdy byl jeho přičiněním vyslán v zájmu své osobní bezpečnosti jako korespondent ČTK do Ženevy.
Po nástupu „normalizátorů“ požádal D. Havlíček o politický azyl ve Švýcarsku, kde od té doby žil. V letech 1970–1986 byl pracovníkem a zástupcem vedoucího výzkumného oddělení generálního ředitelství Švýcarského rozhlasu a televize v Bernu. Od roku 1986–1996 zodpovídal za průzkum diváků v románské švýcarské televizi v Ženevě. Po celá léta působil zároveň jako publicista, přispíval politickými články o Československu do řady švýcarských deníků a zahraničních časopisů a soustavně spolupracoval s exilovým časopisem Listy.
Zemřel v Praze dne 19. června 2018 ve věku 94 let.

## Literární dílo
Dušan Havlíček je autorem řady studií a teoretických prací z mediální oblasti:
- Nový rozměr hudby, Edice Čs. televize, řada I, svazek 33, Praha 1968
- Interdependenz der Massenmedien in einer Krisensituation, Institut für Zeitungswissenschaft der Ludwig-Maximilians-Universität München, 1971 (rozmnoženo)
- Die Publikumsresonanz der Wahlsendungen des Fernsehens (1975), spoluautor prof. Matthias F. Steinmann, Verlag Paul Haupt Bern und Stuttgart, Communicatio publica Band 7, Bern 1978
- Masová komunikace v Československu 1956-1968, Výzkumný projekt "Zkušenosti pražského jara 1968" (řídí doc.dr.Zdeněk Mlynář s vědeckou radou), pracovní studie čís.16, 1979 (francouzská verze: La communication de masse en Tchécoslovaquie en 1956–1968, Projet de recherche "Les expériences du Printemps de Prague 1968", étude no 16, novembre 1980–aoűt 1981)
- L'information publique dans les systèmes politiques soviétiques; in: Projet de recherche "Les crises des systèmes de type soviétiques", dirigé par Zdenek Mlynar et le conseil scientifique, Etude no 9, INDEX e.V. 1985 (autorizovaná verze, vyšlo též anglicky a německy; česká verze: Veřejná informace v sovětských politických systémech)
- Das Klassifikations-System der Fernsehsendungen, in: Massenmedien und Kommunikationswissenschaft in der Schweiz, Schulthess Polygraphischer Verlag, Zürich 1987
- Listy v exilu, Obsahová analýza časopisu Listy, který v letech 1971–1989 vydával v Římě Jiří Pelikán. Zkoumaných 19 ročníků zahrnuje 95 čísel, 9 dvojčísel, 14 mimořádných čísel, zvláštních čísel a příloh. Jejich obsah tvoří 5713 příspěvků, otištěných na 8994 tiskových stranách. Nakladatel: Burian a Tichák; Olomouc, rok vydání: 2008

### Jiné publikace
- Wo ist meine Heimat...? (povídka), in: Das kalte Paradies – Die Tschechen und die Schweiz, Hrsg. Eric A. Peschler, Verlag Huber Frauenfeld, 1972
- Jaro na krku, Zážitky ze zákulisí na sekretariátě ÚV KSČ od června do prosince 1968; Svědectví o době a lidech sv.5, Ústav pro soudobé dějiny AV ČR, Praha 1998
- Psáno z Říma, psáno ze Ženevy – korespondence 1969–1989, Jiří Pelikán, Dušan Havlíček. Nakladatel: Burian a Tichák; Olomouc, rok vydání: 2013

### Překlad z francouzštiny
- François Cavanna: Písmo (Les Écritures), Nakladatelství Paseka, Praha 2003